# Лисянский, Владлен Константинович
Владлен Константинович Лисянский (9 сентября 1930 — 29 июля 2016, Харьков, Украина) — советский, российский и украинский тренер по волейболу, заслуженный тренер России.

## Биография
В 1956 г. окончил Харьковский педагогический институт им. Г. С. Сковороды.
- 1957—1960 гг. — тренер сборной команды школьниц МПС СССР,
- 1961—1965 гг. — тренер сборной команды школьниц Харьковской области,
- 1966—1974 гг. — главный тренер Харьковской женской команды мастеров «Спартак». Под его руководством она пять раз становилась чемпионками Украинской ССР.

Затем многие годы был помощником главного тренера женской команды мастеров «Уралочка» Н. Карполя.
В 1993—1996 гг. работал тренером по научно-методической работы в луганской «Искре», которая в этот период дважды становилась бронзовым призером «Финала четырех» Лиги чемпионов, четырехкратным чемпионом Украины. В 1995—1996 гг. работал в национальной сборной Украины, отобравшейся к участию в Олимпийских играх в Атланте (1996).
В 2001 г. при его участии женская сборная Украины заняла четвёртое место на чемпионате Европы.
Руководитель комплексных научных групп сборных команд СССР (1976—1995), Украины (1996—2001) и команды мастеров «Локомотив» (Харьков).
В 1992—2013 гг. — доцент кафедры олимпийского и профессионального спорта Харьковской государственной академии физической культуры. Автор уникальной методики кодовой записи и компьютерного анализа соревновательной деятельности волейболистов.
Также являлся обладателем уникальной коллекции значков с олимпийской символикой.